# ویلیام لسلی (بازیکن فوتبال)
ویلیام لسلی (انگلیسی: William Leslie; تاریخ ورودی نامعتبر است – تاریخ ورودی نامعتبر است) بازیکن فوتبال اهل آرژانتین بود.